# کلاس (فیلم ۲۰۰۷)
کلاس (استونیایی: Klass) یک فیلم در ژانر درام به کارگردانی ایلمار راگ است که در سال ۲۰۰۷ منتشر شد. این فیلم نماینده رسمی استونی به بخش جایزه اسکار بهترین فیلم خارجی‌زبان هشتادمین دوره جوایز اسکار بود.